# Зариф (певица)
Зариф Дэвидсон (англ. Zarif Davidson), наиболее известная под своим мононимом Зариф (англ. Zarif), а также под псевдонимом Мона Лиза Вето (англ. Mona Lisa Veto) — британская певица и автор-исполнитель англо-шотландско-иранского происхождения. Исполняет музыку в стилях соул, фанк и поп. Выступает с аккомпанирующей группой из девяти человек, а иногда играет на клавишных и на гитаре.

## Ранняя жизнь
Выросла в Харроу, в семье шотландского отца и иранской матери. В детстве Зариф любила слушать Майкла Джексона, Стиви Вандера, Принса и Арету Франклин. Свою первую песню исполнила в детской телепередаче Blue Peter, а позже сформировала девичью группу Girls of Tomorrow. Обучалась в North London Collegiate и поступила в Университетский колледж Лондона, где получила специальность в области гуманитарных наук.

## Музыкальная карьера
Выступала на различных концертных площадках Лондона. На одном из таких выступлений её заметил продюсерский коллектив The Nextmen и попросил её записать вокальные партии к трём песням для их альбома This Was Supposed to Be the Future. В середине 2007 года она отправилась вместе с коллективом на гастроли. Со временем Зариф привлекла внимание Sony BMG. В том же 2007 году, заключив контракт с лейблом RCA Records, Зариф стала выступать на разогреве у Джона Ледженда, Тайо Круса и Криса Брауна. Выступала на таких радиостанциях как, BBC Radio 2, BBC London и GMTV.
В декабре 2008 года на Sky1 состоялась премьера песни Зариф «Box of Secrets», выпущенная позже для цифрового скачивания. В апреле 2009 года состоялась премьера сингла «Let Me Back». Выступила на разогреве у Бейонсе во время её британских гастролей в рамках тура I Am... Tour. В то же время она выступила на таких фестивалях как, Glastonbury, Wireless и V Festival. После ухода из RCA Records, Зариф основала свой собственный лейбл Bright Pink Records. На этом же лейбле в августе 2010 года вышел альбом певицы Box of Secrets.
В декабре 2013 года Зариф опубликовала в интернете новый материал, записанный ею под псевдонимом Мона Лиза Вето.

## Музыкальный стиль
Музыка Зариф была описана как «душевная и летняя» с «приподнятостью и эклектичностью».
Газета The Guardian назвала Зариф «следующей вещью британского соула», а журнал Billboard Magazine назвал её «склонной к попу в духе Эми Уайнхаус и Мадонны». Также theguardian.co.uk назвала музыку Зариф «чирикающей, нахальной смесью Лили Аллен и Билли Рэй Корин, но более лёгкой попсой, нежели Эми Уайнхаус».
Журнал Touch отмечал, что Зариф «источает вкусными и шоколадными тонами и изворачивающимися мелодиями, что Скотт, Стоун и Вандер аплодировали бы на месте». Hot Press назвала певицу «Дайаной Росс 21 века».
Её часто сравнивают с Эми Уайнхаус, но тем не менее по поводу этого Зариф Digital Spy сказала следующее: «Люди всегда будут пытаться найти сравнение, но я думаю, что мы играем немного в разных направлениях. Очевидно, что мы черпаем вдохновение из ретро, но моя музыка намного оптимистичнее и эклектичнее, в то время как Эми черпала вдохновение у Motown. Я могу определённо увидеть сходство, но я думаю, что в то же самое время, мы делаем разные вещи.»

## Дискография

### Aльбомы
- Box of Secrets (2010)

### Синглы
- «Let Me Back[англ.]» (2009)
- «Box of Secrets[англ.]» (2010)
- «Over[англ.]» (2011)

### Другие записи

#### Под мононимом Зариф
- Исполнила бэк-вокальные партии для трёх песен The Nextmen[англ.] для их альбома 2007 года This Was Supposed to Be the Future[англ.]. Зариф спела на сингле «Something Got You[англ.]», «Move» и «This Was Supposed to Be the Future».
- Исполнитель драм-н-бейса Дэнни Берд сделал ремикс на песню Зариф «California» и выпустил его в виде сингла в 2009 году[17]. В 2010 году Зариф исполнила вокальные партии для композиции Берда «Wait or Me», вошедшую в его альбом Rave Digger[англ.][18].

#### Под псевдонимом Мона Лиза Вето
- Giom — «Red Light»
- My Secretary — «Nothing Is Impossible» (спродюсировано Giom)

### Музыкальные видео
- «Something Got You» (Июль 2007, Режиссёр — Рики Тарт)[19]
- «Let Me Back» Архивная копия от 3 марта 2016 на Wayback Machine (Март 2009, Режиссёр — Ребел Аллиенс)[20]
- «Over[англ.]» (Май 2009, Режиссёр — Кинга Бурза[англ.])[21]
- «Box of Secrets» featuring Ms. Bratt Архивная копия от 13 июля 2017 на Wayback Machine (Июнь 2010, Режиссёр — Энди Хилтон)[22]